# Dějiny Užhorodu
Ukrajinské město Užhorod má dějiny sahající od dávnověku až do současnosti.

## Nejstarší období
Lokalita dnešního Užhorodu byla osídlena již v pozdní době kamenné, jak dosvědčují archeologické průzkumy v okolí.

## Středověk

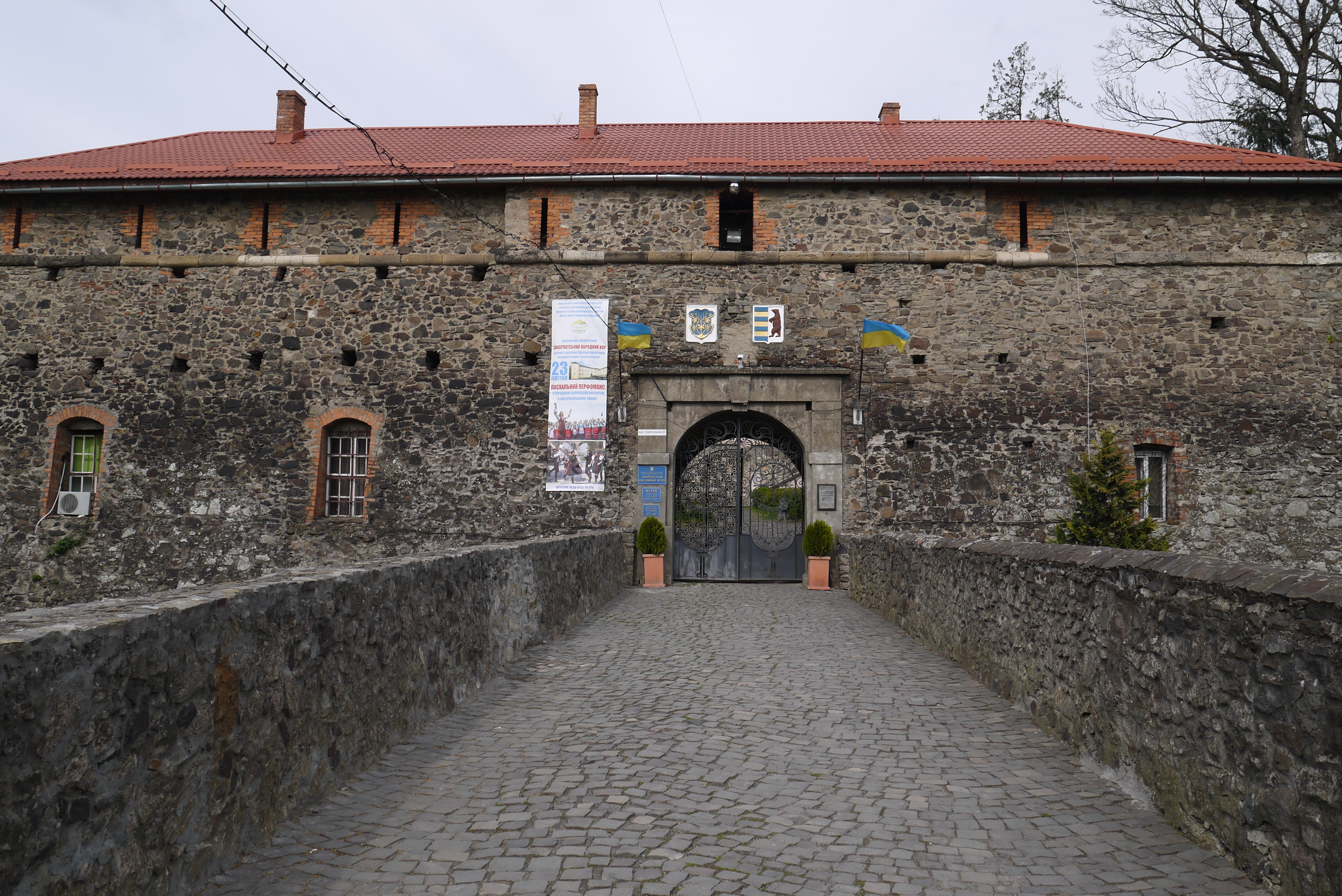
Užhorodský hrad

Užhorod patřil před příchodem Uhrů mezi města slovanská; tehdy se zde nacházela východní část území osídleného Bílými Chorvaty. Ti zde vybudovali pevnost a sídlo raně městského typu. Vládl jim kníže Laborec. Na počátku 10. století se zde objevili Uhři, kteří se sídla, stejně jako celé Panonské nížiny, zmocnili bez boje. Ustanoveno bylo velmi brzy jako centrum vlastní župy. První písemná zmínka o městě pochází od arabského kartografa Al-Idrísího z roku 1154.
V 12. století jeden anonymní maďarský kronikář zaznamenal kromě názvu Ungvár i pohřeb jednoho slovanského velmože v lokalitě dnešního města. V roce 1241 bylo vypleněno během mongolského vpádu. Později bylo obnoveno, již ve 13. století přišli do Užhorodu první němečtí kolonisté. V letech 1281–1321 byl Užhorod, stejně jako rada měst v regionu, součástí Haličsko-volyňského knížectví. V této době se zde také rozšiřílo vinařství.
V roce 1322 získali místní hrad Drugethové (italský rod) a jali se přestavby původní pevnosti. Tento rod působil v Užhorodu celkem 360 let. Nově vznikl na místě původního dřevěného opevnění hrad kamenný. Při postupu Turků dále do vnitrozemí Uher byl k němu vybudován ještě fortifikační systém s příkopy a baštami. Roku 1430 získal Užhorod status svobodného královského města. V této době se však jednalo o značně malé město, nicméně jedno z pouhých pěti na území dnešní Zakarpatské Ukrajiny, které nebylo jen větší vesnicí ale skutečným městem. Jedinou větší událostí v tomto období bylo také selské povstání, proti němuž vypravilo vojsko uherské království.

## Novověk
V roce 1561 získalo město svoji první pečeť s vyobrazeným znakem města. V období uherské reformace se zde revoluční náboženské myšlenky velmi dobře ujaly a město se stalo jedním z uherských protestantských měst. V roce 1598 zde vznikla např. reformovaná škola.
V 17. století existuje jen málo zmínek o městě a jeho hradu. Předpokládá se, že v první polovině století žilo v Užhorodu 1200 lidí. Dne 24. dubna 1646 zde vznikla tzv. Užhorodská unie, tj. obnovení plného církevního společenství mezi církví byzantského obřadu v Mukačevské eparchii a římskokatolickou církví. V letech 1648 až 1649 zasáhla Užhorod vzpoura Bohdana Chmelnického, jehož Kozáci dorazili k místnímu hradu. Během závěru turecké okupace Uher byla celá země značně zpustošená, nejinak tomu bylo i v případě Užhorodu, který byl okolo roku 1680 zcela opuštěn. Poté přišli do Užhorodu také jezuité, kteří zde zřídili svoji kolej a dále kostel. Působili ve městě až do zániku řádu v 18. století.
Na počátku 18. století se Užhorod postavil na stranu maďarských vzbouřenců proti Habsurské vládě v Rákócziho povstání. Roku 1711 sem dorazila císařská armáda, která město zplundrovala.
Po dlouhých obdobích drancování a ničení se město rozvíjelo díky reformám císařovny Marie Terezie a Josefa II. Roku 1757 zde byl postaven barokní kostel. V souvislosti se zákazem jezuitského řádu na území Habsburské monarchie byla i v Užhorodu zlikvidována k roku 1773 místní jezuitská kolej. Budova byla předána místním uniatům. V roce 1796 sem bylo přeloženo župní sídlo z Veľkých Kapušan. Nedlouho poté byl v Užhorodu postaven nový palác, který sloužil jako župní úřad. Roku 1780 sem bylo přeneseno také sídlo episkopa. V souvislosti s vydáním tolerančního patentu se začali do Užhorodu stěhovat Židé, kteří utíkali z území dnešní centrální Ukrajiny. Zaznamenán byl ale příchod i řady lidí dalších národností, např. Arménů nebo Srbů. Město bylo v této době vyhlášené svými trhy, které navštěvovali obchodníci i ze vzdálenějších oblastí. V některých částech současného středu města v této době vznikaly také vinné sklepy.

## 19. století

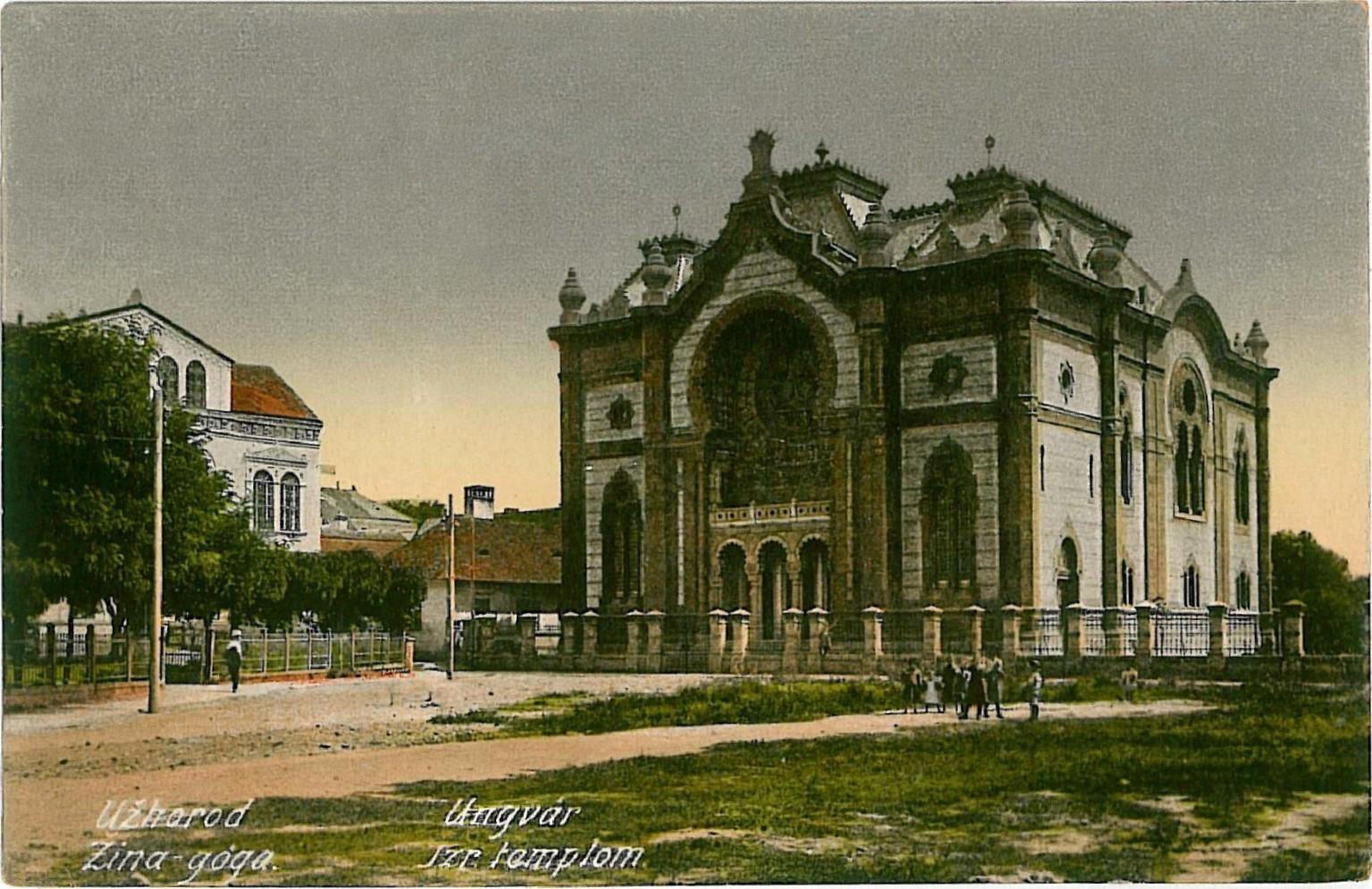
Užhorodská synagoga.

Na počátku 19. století byl v novém hlavním městě župy postaven nový župní dům, dokončen byl roku 1809. V roce 1837 bylo v rozvíjejícím se městě evidováno 36 ulic. V revolučním roce 1848 se místní obyvatelstvo (převážně maďarské národnosti) velmi aktivně zapojilo do bojů proti Habsburské monarchii. Místní tiskárna např. tiskla materiály proti vídeňské vládě. Město dobyla armáda v roce 1849. Po potlačení povstání zde byl ustanoven speciální administrativní okres, který měl zahrnovat rusínské obyvatelstvo. Užhorod se stal jeho hlavním městem. Jen po dvou letech byl ale zcela zrušen. Jako ústupek místnímu obyvatelstvu byl nicméně rusínský jazyk zaveden jako vyučovací jazyk ve školách. Roku 1862 zde byla otevřena první tiskárna v ukrajinštině (první v dnešní Zakarpatské oblasti).[zdroj?]. Na přelomu let 1866/1867 zde byla založena Společnost sv. Vasilije Velikého, která začala vydávat noviny Svet – byly to první noviny v rusínštině; prvním předsedou této společnosti byl Adolf Ivanovič Dobriansky-Sačurov.
V roce 1872 sem byla přivedena železnice z Čopu, která byla později prodloužená přes Užocký průsmyk do Lvova. Roku 1886 tu byla otevřena továrna na výrobu nábytku. V 90. letech 19. století zde také začaly v rámci Uherska vznikat první sociálně-demokratické místní organizace. Roku 1894 zde začal vycházet časopis "Nauka" (věda).

## První polovina 20. století

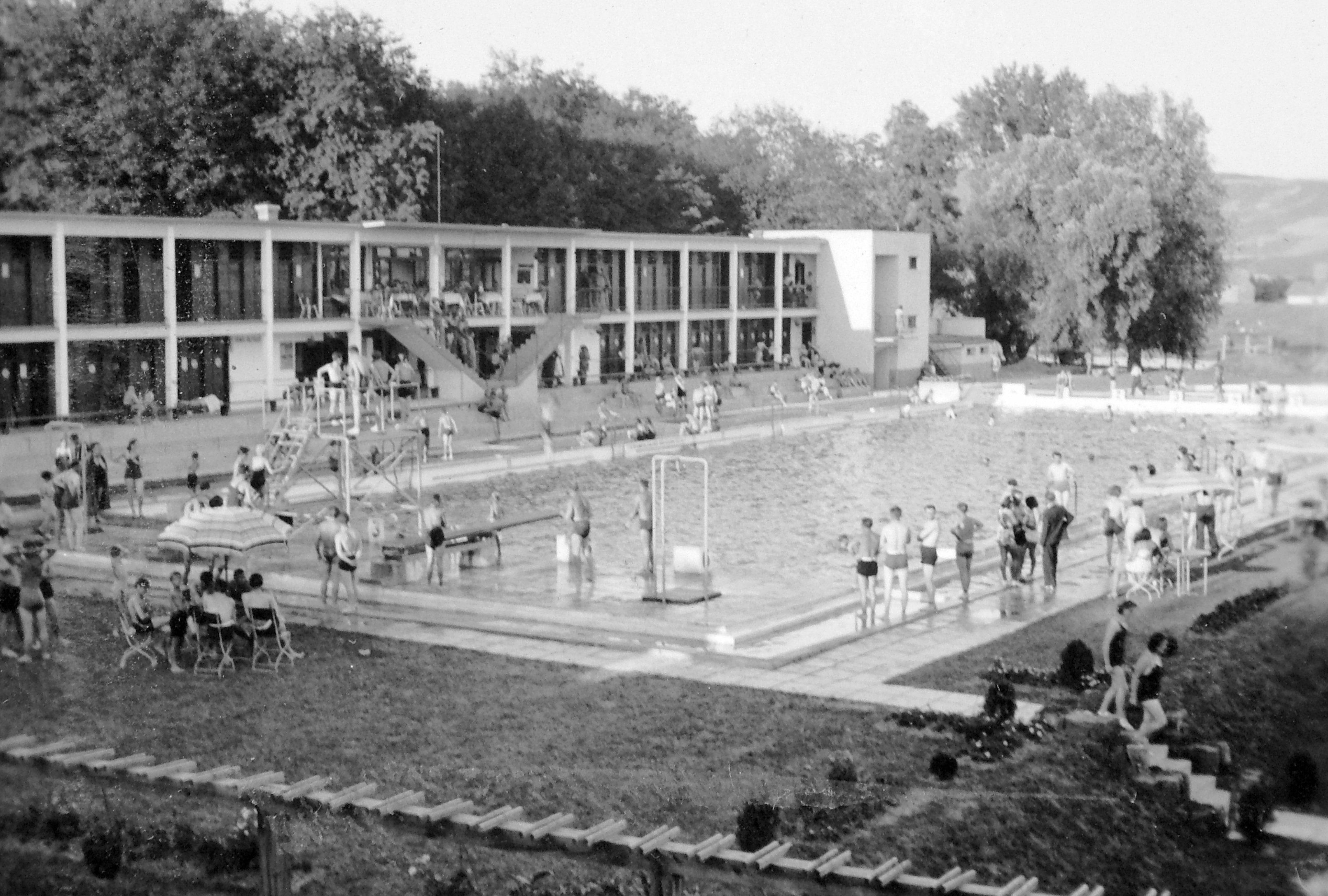
Koupaliště Spartak v Užhorodu

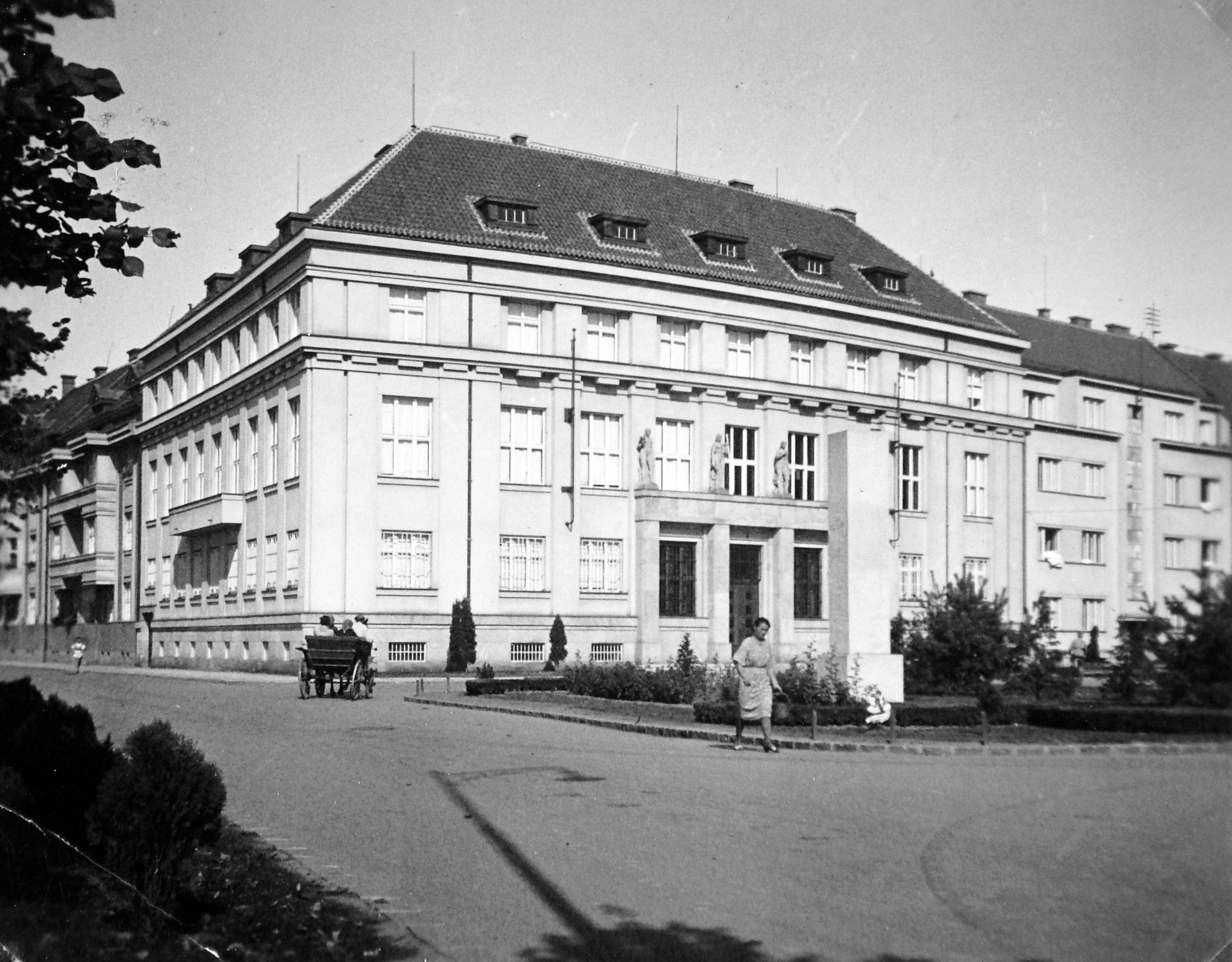
Budova Správy národní banky v Užhorodu

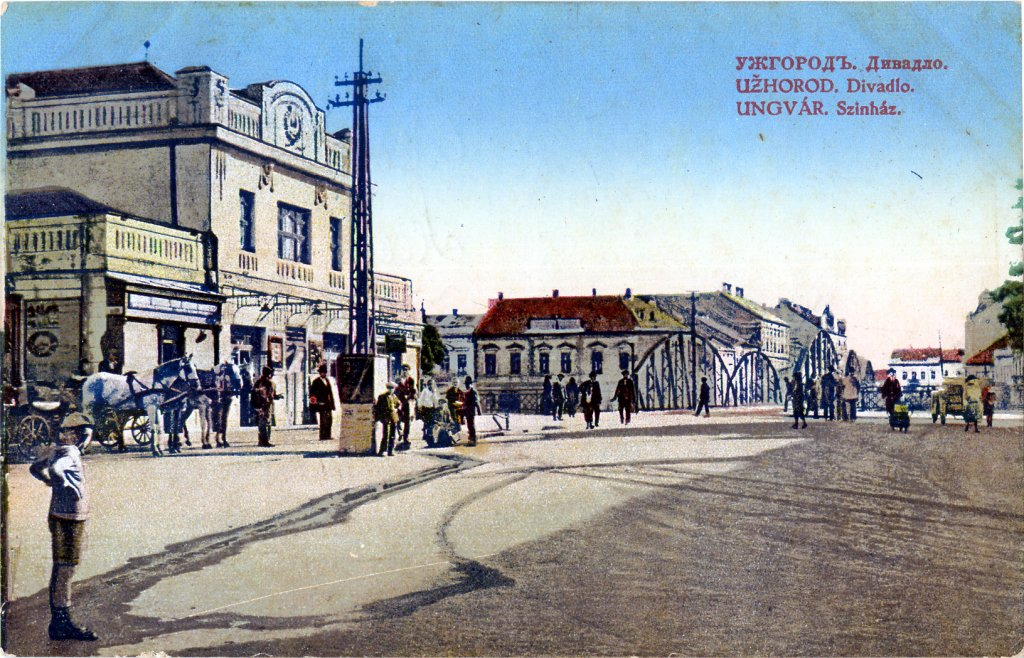
Budova divadla.

Ještě kolem roku 1910 tvořili Maďaři kolem 80 % obyvatel. Těsně před vypuknutím první světové války byly v Užhorodě zahájeny práce pro vybudování moderního vodovodu. V této době zde také stálo jedno ze dvou divadel na území dnešní Zakarpatské oblasti. V roce 1911 zde bylo otevřeno gymnázium.
Za první světové války Tomáš Garrigue Masaryk prosazoval vznik hranice mezi Slovenskem a Podkarpatskou Rusí více na východ tak, aby trať z Čopu do Užhorodu už ležela na území Slovenska. Užhorod měl nicméně již tehdy být součástí Podkarpatské Rusi.

### Užhorod jako hlavní město Podkarpatské Rusi, součásti Československa
Dne 8. května 1919 zde Centrální ruská rada, společný orgán rusínských národních rad (užhorodské, prešovské a chustské) a zástupců emigrace, vydala tzv. Užhorodské memorandum a vyjádřila tak svou vůli stát se autonomní součástí Československé republiky.
Mezi lety 1919 a 1938 byl Užhorod hlavním městem Podkarpatské Rusi, součásti Československa. V září roku 1921 navštívil město prof. dr. Tomáš Garrigue Masaryk, poprvé jako prezident Republiky československé. V letech 1919 až 1921 byl Užhorod sídlem Užské župy, později (do roku 1926) sídlem Užhorodské župy.

#### Stavebnictví
Město bylo ustanoveno centrem Podkarpatské Rusi, což znamenalo potřebu vzniku nových úřadů. Většina objektů, které sloužily maďarské správě před rokem 1918 se ukázala být nevhodná. Vznikla tak velká poptávka po bytech a nových reprezentativních objektech. To odstartovalo nebývalý stavební rozvoj: vzniklo mnoho budov v typickém československém stylu a postavily se nové čtvrti (jako například Malé Galago, kde sídlily zemské úřady). Přes řeku Uh byl postaven první moderní most (Masarykův), postaveno bylo první moderní koupaliště, nebo kino. Svoje stavby realizovala v tehdejší zemské metropoli celá řada československých architektů, např. Ludwig Oelschläger. Monumentálním symbolem československého stavitelství i architektury své doby je dnešní budova Oblastní rady, dříve sídla Podkarpatské Rusi. Bývala občas označována za největší úřední budovu Československa. V roce 1927 bylo postaveno letiště. Na přelomu 20. a 30. let byla zrealizována kanalizace, která zde dosud zcela scházela. Zatímco roku 1920 bylo napočítáno v Užhorodu 1274 budov, v 30. letech to bylo již přes tři tisíce. Město se tak více než zdvojnásobilo co do plochy zástavby. I přes ohromný stavební ruch po celých 20 let období československé vlády nad městem se nicméně značnému počtu lidí nedostávalo důstojného bydlení. 

#### Kultura
V 20. a 30. letech působil v Užhorodu (a dalších městech Podkarpatské Rusi a východního Slovenska) malíř František Foltýn, který zachytil řadu výjevů z venkova i města. V obdobné době se také formovalo v Užhorodě ukrajinskojazyčné divadlo.
V Užhorodu vycházely první noviny v rusínštině – Russkij vistnik, jejichž šéfredaktorem v letech 1924 až 1933 byl Andrej Bródy.

### Školství
Byl zde mj. řeckokatolický bohoslovecký seminář, řeckokatolické učitelské ústavy (mužský a ženský), tři reálná gymnázia, tři měšťanské školy, živnostenská škola, odborná škola pro zpracování dřeva, ústav pro hluchoněmé, škola pro porodní asistentky, tři státní opatrovny.
V roce 1926 zde byla postavena první romská škola. V roce 1935 zde byla postavena nová židovská škola, kde se učilo židovské náboženství, přičemž základní vzdělávání získával židovské děti ve školách státních.

#### Ozbrojené složky

###### Armáda
V Užhorodě byl velitelství 12. pěší divize, divizní soud a vojenská prokuratura. V letech 1921 až 1930 zde byl v rámci této divize dislokován 36. pěší pluk, u kterého v Užhorodě sloužil např. Ludvík Svoboda nebo Karel Klapálek, a 12. polní dělostřelecká brigáda. Posledním velitelem této divize byl brigádní generál Oleg Svátek, který pak řídil obranu Podkarpatské Rusi během maďarská invaze na Podkarpatskou Rus a ústup československého vojska z Podkarpatské Rusi.

###### Stráž obrany státu
Koncem 30. let 20. století byl v Užhorodě dislokován prapor Stráže obrany státu pod velením podplukovníka Otto Francla. Tento prapor měl ke dni 24. září 1938 1022 mužů. Při bojovém nasazení proti záškodníkům a při ústupových bojích padlo 19 mužů tohoto praporu a dalších 40 mužů bylo zraněno.

### Užhorod součástí Maďarského království
Roku 1938 se Užhorod (a celý jih Zakarpatí) stal na základě Vídeňské arbitráže součástí Maďarského království, Nová hranice probíhala severně a východně od Užhorodu. Maďarská okupační správa během války zatkla nemalý počet místních obyvatel (až šest tisíc). Pro místní Židy vytvořila dvě ghetta. V roce 1944 byli potom místní Židé transporty převezeny do koncentračních táborů. V Užhorodě žilo před druhou světovou válkou okolo devíti tisíc Židů.

### Užhorod součástí SSSR
Dne 27. října 1944 osvobodil město 4. ukrajinský front Rudé armády v rámci tzv. Karpatsko-užhorodské operace. Po II. světové válce byla Podkarpatská Rus předána Sovětskému svazu, a Užhorod se tak stal součástí Ukrajinské SSR. Ještě téhož roku (1945) byla založena Užhorodská národní univerzita; dekret o jejím zřízení byl vydán roku 1944. Zřízena byla podle vzoru jiných vysokých škol na území SSSR. V prvním roce na ní studovalo 200 studentů. V roce 1946 zde byl popraven rusínský premiér Andrej Bródy a jeho dva ministři, Michail Demko a Stěpan Fenči.

## 2. polovina 20. století

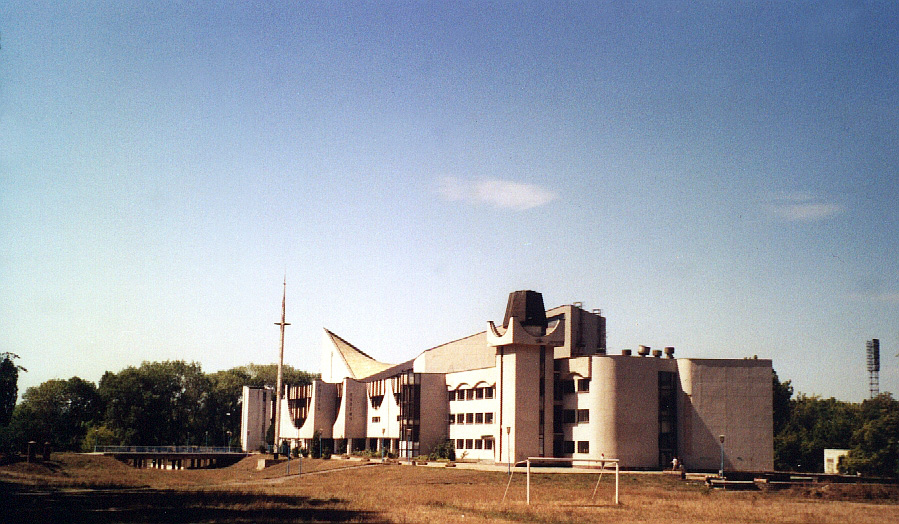
Dům kultury v brutalistním stylu.

V polovině 60. let bylo rozhodnuto o plynofikaci města.
Současné postavení hlavního města Zakarpatské oblasti má Užhorod od roku 1946. V této době a později se město rozšiřovalo všemi směry, převážně ale dále na jih, kde bylo dostatek prostoru pro novou výstavbu. Vznikly zde proto dlouhé třídy a panelová sídliště, nejprve zde stály pro Sovětský svaz typické chruščovky. Z hlediska kulturního rozvoje byly postaveny nové instituce, např. kina (kino Moskva, Komsomolec apod.) Vznikl také zcela nový Dům kultury. Vzhledem k tomu, že se město nacházelo na samotné hranici Sovětského svazu se zde nacházel také značný počet příslušníků sovětské armády.
Od roku 1991 je Užhorod součástí nezávislé Ukrajiny. Změna poměrů znamenala pro město velký ekonomický šok; průmyslové závody, které zaměstnávaly spoustu lidí a byly orientovány na trhy SSSR se dostaly do existenčních potíží a musely propustit tisíce zaměstnanců. V témže roce byla z města odstraněna socha Lenina.

## 21. století
Roku 2002 zde byla odhalena busta Tomáše Garrigue Masaryka ve čtvrti Malé Galago v parku na vysokém čtyřhranném pylonu; jeho socha ve městě stála již v roce 1928 na tehdejším hlavním Masarykově náměstí a po okupaci horthyovským Maďarskem byla v roce 1939 svržena (nalezena Američany v Pasově, po válce byla dvakrát odhalena 1945 a 1968 v Hranicích na Moravě, kam byla předána americkou armádou a roztavena byla teprve v době normalizace v Kroměřížských strojírnách).
Po vyhlášení nezávislosti Ukrajiny (1991) byl za starostu města několikrát zvolen kontroverzní podnikatel Serhij Ratušňak, jenž se v roce 2009 stal nechvalně známým pro své antisemitské výroky, zejména v souvislosti s tehdejším prezidentským kandidátem Arsenijem Jaceňukem.
V roce 2013 a 2014 se v Užhorodě konaly v souvislosti s politickými změnami na Ukrajině demonstrace proti tehdejší vládě. Účastnily se jih až čtyři tisíce lidí.
V roce 2021 byla na budově restaurace v centru města odhalena busta („basrelief“) českého spisovatele Ivana Olbrachta s pamětními deskami v ulici kde po roce 1930 žil, jako vzpomínka na existenci společného státu.
V úterý 21. září 2021 byla v Zemském domě (dnes muzeum) také odhalena pamětní dvojjazyčná deska (v ukrajinštině a češtině), připomínající památku stého výročí návštěvy TGM v Užhorodě a Masarykova projevu z balkonu této tehdy "vládní" budovy.
Během prvních 50 dnů ruské invaze na Ukrajinu v únoru až dubnu 2022, jejíž součástí byly i letecké údery na území západní Ukrajiny, nebyl Užhorod ani jednou cílem útoku. V souvislosti s migrační vlnou vzrostl počet obyvatel metropole Zakarpatské oblasti dočasně zhruba na 150 000 lidí.